# Bijbehara
Bijbehara é uma cidade e uma notified area committee no distrito de Anantnag, no estado indiano de Jammu & Kashmir.

## Demografia
Segundo o censo de 2001, Bijbehara tinha uma população de 19 703 habitantes. Os indivíduos do sexo masculino constituem 53% da população e os do sexo feminino 47%. Bijbehara tem uma taxa de literacia de 53%, inferior à média nacional de 59,5%; a literacia no sexo masculino é de 64% e no sexo feminino é de 42%. 10% da população está abaixo dos 6 anos de idade.